# Jim Varney
James Albert Varney Jr. (15/6/1949 – 10/2/2000) là nam diễn viên, nghệ sĩ hài và nhà văn người Mỹ. Ông từng vào vai Ernest P. Worrell, một nhân vật hư cấu được sử dụng trong nhiều quảng cáo ti vi, phim ảnh. Đây cũng là nhân vật mang về cho James một giải Daytime Emmy. Các năm 1995 và 1999, ông lồng tiếng cho vai chú chó Slinky Dog trong Toy Story 1 và Toy Story 2.